# Деко Абаджиев
 Деко Михайлов Абаджиев е деец на Българската комунистическа партия

## Биография
Деко Абаджиев е роден в 1895 година в Стара Загора. По-малък брат е на Райна Kандева.
При избухването на Балканската война в 1912 година е доброволец в Македоно-одринското опълчение, в Скечанска чета, 15-а Щипска дружина и 4-та рота на 11-а Сярска дружина.
Участва в Първата световна война като ефрейтор, ковач в 1-во камионно отделение при Главно тилово управление. Награден е с бронзов медал „За заслуга“.
Присъединява към Българската комунистическа партия. След Деветоюнския преврат в 1923 година емигрира в Драч. На 22 май 1928 година, заедно с Тодор Георгиев Вълканов от Крушево, брат на съпругата му Урания, са арестувани и обвинени в опит за атентат срещу президента на Албания Ахмед Зогу. Осъдени са на смърт чрез обесване. Присъдата е изпълнена на 12 юли 1928 година в центъра на Тирана.